# Résultats des recensements linguistiques par commune de la province d'Anvers
Le recensement linguistique de 1846 n'enquêta que sur la langue couramment employée. À partir de 1866 le recensement a porté sur la connaissance des différentes langues nationales. À partir de 1910 on a enquêté non seulement sur la connaissance d'une langue mais également sur laquelle était utilisée le plus fréquemment, sans pour autant spécifier dans quel contexte (vie privée, publique ou professionnelle).
La source de tous les chiffres sont les résultats publiés dans les volumes du Moniteur Belge concernant les recensements populaires.
Abréviations : NL = néerlandais, FR = français, D = allemand (Deutsch).

## Arrondissement d'Anvers
Langue exclusivement ou la plus fréquemment parlée.
| Année | NL Nombre | FR Nombre | D Nombre | NL Part | FR Part | D Part |
| ----- | --------- | --------- | -------- | ------- | ------- | ------ |
| 1910  | 546.367   | 29.080    | 11.355   | 93,1%   | 5,0%    | 1,9%   |
| 1920  | 582.705   | 32.587    | 768      | 94,6%   | 5,3%    | 0,1%   |
| 1930  | 663.547   | 41.879    | 6.948    | 93,1%   | 5,9%    | 1,0%   |
| 1947  | 717.864   | 33.312    | 1.854    | 95,3%   | 4,4%    | 0,2%   |

### Anvers
Langue exclusivement ou la plus fréquemment parlée.
| Année | NL Nombre | FR Nombre | D Nombre | NL Part | FR Part | D Part |
| ----- | --------- | --------- | -------- | ------- | ------- | ------ |
| 1910  | 257.210   | 22.701    | 9.720    | 88,8%   | 7,8%    | 3,4%   |
| 1920  | 262.027   | 23.858    | 654      | 91,4%   | 8,3%    | 0,2%   |
| 1930  | 243.904   | 25.001    | 4.048    | 89,4%   | 9,2%    | 1,5%   |
| 1947  | 231.451   | 19.551    | 1.440    | 91,7%   | 7,7%    | 0,6%   |

### Berchem
Langue exclusivement ou le plus fréquemment parlée.
| Année | NL Nombre | FR Nombre | D Nombre | NL Part | FR Part | D Part |
| ----- | --------- | --------- | -------- | ------- | ------- | ------ |
| 1910  | 26.091    | 2.342     | 511      | 90,1%   | 8,1%    | 1,8%   |
| 1920  | 27.000    | 3.401     | 14       | 88,8%   | 11,2%   | 0,0%   |
| 1930  | 34.033    | 5.294     | 689      | 85,0%   | 13,2%   | 1,7%   |
| 1947  | 39.004    | 4.435     | 101      | 89,6%   | 10,2%   | 0,2%   |

### Boom
Langue exclusivement ou le plus fréquemment parlée.
| Année | NL Nombre | FR Nombre | D Nombre | NL Part | FR Part | D Part |
| ----- | --------- | --------- | -------- | ------- | ------- | ------ |
| 1910  | 16.458    | 29        | 15       | 99,7%   | 0,2%    | 0,1%   |
| 1920  | 16.934    | 90        | 0        | 99,5%   | 0,5%    | 0,0%   |
| 1930  | 18.221    | 137       | 1        | 99,2%   | 0,7%    | 0,0%   |
| 1947  | 18.739    | 109       | 10       | 99,4%   | 0,6%    | 0,1%   |

### Borgerhout
Langue exclusivement ou le plus fréquemment parlée.
| Année | NL Nombre | FR Nombre | D Nombre | NL Part | FR Part | D Part |
| ----- | --------- | --------- | -------- | ------- | ------- | ------ |
| 1910  | 45.892    | 691       | 507      | 97,5%   | 1,5%    | 1,1%   |
| 1920  | 48.626    | 978       | 67       | 97,9%   | 2,0%    | 0,1%   |
| 1930  | 49.545    | 2.283     | 1.827    | 92,3%   | 4,3%    | 3,4%   |
| 1947  | 47.653    | 1.197     | 127      | 97,3%   | 2,4%    | 0,3%   |

### Brasschaat
Langue exclusivement ou le plus fréquemment parlée.
| Année | NL Nombre | FR Nombre | D Nombre | NL Part | FR Part | D Part |
| ----- | --------- | --------- | -------- | ------- | ------- | ------ |
| 1910  | 5.040     | 218       | 17       | 95,5%   | 4,1%    | 0,3%   |
| 1920  | 5.950     | 552       | 7        | 91,4%   | 8,5%    | 0,1%   |
| 1930  | 10.300    | 874       | 27       | 92,0%   | 7,8%    | 0,2%   |
| 1947  | 14.535    | 1.025     | 5        | 93,4%   | 6,6%    | 0,0%   |

### Brecht
Langue exclusivement ou le plus fréquemment parlée.
| Année | NL Nombre | FR Nombre | D Nombre | NL Part | FR Part | D Part |
| ----- | --------- | --------- | -------- | ------- | ------- | ------ |
| 1910  | 3.726     | 14        | 0        | 99,6%   | 0,4%    | 0,0%   |
| 1920  | 4.015     | 18        | 0        | 99,6%   | 0,4%    | 0,0%   |
| 1930  | 4.521     | 30        | 0        | 99,3%   | 0,7%    | 0,0%   |
| 1947  | 5.297     | 30        | 2        | 98,7%   | 1,2%    | 0,1%   |

### Burcht
Langue exclusivement ou le plus fréquemment parlée.
| Année | NL Nombre | FR Nombre | D Nombre | NL Part | FR Part | D Part |
| ----- | --------- | --------- | -------- | ------- | ------- | ------ |
| 1910  | 3.944     | 8         | 2        | 99,7%   | 0,2%    | 0,1%   |
| 1920  | 4.568     | 77        | 6        | 98,2%   | 1,7%    | 0,1%   |
| 1930  | 5.407     | 35        | 4        | 99,3%   | 0,6%    | 0,1%   |
| 1947  | 5.867     | 80        | 2        | 98,6%   | 1,3%    | 0,0%   |

### Deurne
Langue exclusivement ou le plus fréquemment parlée.
| Année | NL Nombre | FR Nombre | D Nombre | NL Part | FR Part | D Part |
| ----- | --------- | --------- | -------- | ------- | ------- | ------ |
| 1910  | 11.301    | 148       | 19       | 98,5%   | 1,3%    | 0,2%   |
| 1920  | 14.279    | 229       | 2        | 98,4%   | 1,6%    | 0,0%   |
| 1930  | 40.000    | 1.288     | 77       | 96,7%   | 3,1%    | 0,2%   |
| 1947  | 53.906    | 887       | 21       | 98,3%   | 1,6%    | 0,0%   |

### Edegem
Langue exclusivement ou le plus fréquemment parlée.
| Année | NL Nombre | FR Nombre | D Nombre | NL Part | FR Part | D Part |
| ----- | --------- | --------- | -------- | ------- | ------- | ------ |
| 1910  | 2.753     | 73        | 9        | 97,1%   | 2,6%    | 0,3%   |
| 1920  | 3.792     | 157       | 0        | 96,0%   | 4,0%    | 0,0%   |
| 1930  | 5.962     | 394       | 13       | 93,6%   | 6,2%    | 0,2%   |
| 1947  | 7.136     | 320       | 3        | 95,7%   | 4,3%    | 0,0%   |

### Ekeren
Langue exclusivement ou le plus fréquemment parlée.
| Année | NL Nombre | FR Nombre | D Nombre | NL Part | FR Part | D Part |
| ----- | --------- | --------- | -------- | ------- | ------- | ------ |
| 1910  | 7.537     | 307       | 63       | 95,3%   | 3,9%    | 0,8%   |
| 1920  | 9.128     | 192       | 0        | 97,9%   | 2,1%    | 0,0%   |
| 1930  | 12.716    | 296       | 14       | 97,6%   | 2,3%    | 0,1%   |
| 1947  | 15.040    | 378       | 4        | 97,5%   | 2,5%    | 0,0%   |

### Essen
Langue exclusivement ou le plus fréquemment parlée.
| Année | NL Nombre | FR Nombre | D Nombre | NL Part | FR Part | D Part |
| ----- | --------- | --------- | -------- | ------- | ------- | ------ |
| 1910  | 5.751     | 33        | 7        | 99,3%   | 0,6%    | 0,1%   |
| 1920  | 6.160     | 47        | 1        | 99,2%   | 0,8%    | 0,0%   |
| 1930  | 7.164     | 33        | 0        | 99,5%   | 0,5%    | 0,0%   |
| 1947  | 8.297     | 36        | 0        | 99,6%   | 0,4%    | 0,0%   |

### Hemiksem
Langue exclusivement ou le plus fréquemment parlée.
| Année | NL Nombre | FR Nombre | D Nombre | NL Part | FR Part | D Part |
| ----- | --------- | --------- | -------- | ------- | ------- | ------ |
| 1910  | 6.437     | 275       | 11       | 95,7%   | 4,1%    | 0,2%   |
| 1920  | 7.145     | 173       | 0        | 97,6%   | 2,4%    | 0,0%   |
| 1930  | 8.573     | 265       | 29       | 96,7%   | 3,0%    | 0,3%   |
| 1947  | 8.649     | 240       | 2        | 97,3%   | 2,7%    | 0,0%   |

### Hoboken
Langue exclusivement ou le plus fréquemment parlée.
| Année | NL Nombre | FR Nombre | D Nombre | NL Part | FR Part | D Part |
| ----- | --------- | --------- | -------- | ------- | ------- | ------ |
| 1910  | 15.325    | 460       | 212      | 95,8%   | 2,9%    | 1,3%   |
| 1920  | 19.091    | 469       | 5        | 97,6%   | 2,4%    | 0,0%   |
| 1930  | 30.585    | 759       | 12       | 97,5%   | 2,4%    | 0,0%   |
| 1947  | 30.204    | 448       | 18       | 98,5%   | 1,5%    | 0,1%   |

### Kalmthout
Langue exclusivement ou le plus fréquemment parlée.
| Année | NL Nombre | FR Nombre | D Nombre | NL Part | FR Part | D Part |
| ----- | --------- | --------- | -------- | ------- | ------- | ------ |
| 1910  | 4.675     | 31        | 11       | 99,1%   | 0,7%    | 0,2%   |
| 1920  | 5.299     | 71        | 0        | 98,7%   | 1,3%    | 0,0%   |
| 1930  | 6.351     | 116       | 15       | 98,0%   | 1,8%    | 0,2%   |
| 1947  | 8.060     | 129       | 1        | 98,4%   | 1,6%    | 0,0%   |

### Kapellen
Langue exclusivement ou la plus fréquemment parlée.
| Année | NL Nombre | FR Nombre | D Nombre | NL Part | FR Part | D Part |
| ----- | --------- | --------- | -------- | ------- | ------- | ------ |
| 1910  | 4.916     | 99        | 22       | 97,6%   | 2,0%    | 0,4%   |
| 1920  | 5.895     | 113       | 0        | 98,1%   | 1,9%    | 0,0%   |
| 1930  | 7.306     | 277       | 5        | 96,3%   | 3,7%    | 0,1%   |
| 1947  | 8.974     | 320       | 12       | 96,4%   | 3,4%    | 0,1%   |

### Kontich
Langue exclusivement ou le plus fréquemment parlée.
| Année | NL Nombre | FR Nombre | D Nombre | NL Part | FR Part | D Part |
| ----- | --------- | --------- | -------- | ------- | ------- | ------ |
| 1910  | 5.844     | 91        | 1        | 98,5%   | 1,5%    | 0,0%   |
| 1920  | 6.546     | 88        | 0        | 98,7%   | 1,3%    | 0,0%   |
| 1930  | 7.622     | 122       | 2        | 98,4%   | 1,6%    | 0,0%   |
| 1947  | 8.669     | 152       | 2        | 98,3%   | 1,7%    | 0,0%   |

### Merksem
Langue exclusivement ou le plus fréquemment parlée.
| Année | NL Nombre | FR Nombre | D Nombre | NL Part | FR Part | D Part |
| ----- | --------- | --------- | -------- | ------- | ------- | ------ |
| 1910  | 16.338    | 334       | 70       | 97,6%   | 2,0%    | 0,4%   |
| 1920  | 19.062    | 295       | 1        | 98,5%   | 1,5%    | 0,0%   |
| 1930  | 24.484    | 628       | 27       | 97,4%   | 2,5%    | 0,1%   |
| 1947  | 27.714    | 519       | 17       | 98,1%   | 1,8%    | 0,1%   |

### Mortsel
Langue exclusivement ou le plus fréquemment parlée.
| Année | NL Nombre | FR Nombre | D Nombre | NL Part | FR Part | D Part |
| ----- | --------- | --------- | -------- | ------- | ------- | ------ |
| 1910  | 5.089     | 337       | 41       | 93,1%   | 6,2%    | 0,7%   |
| 1920  | 6.873     | 579       | 7        | 92,1%   | 7,8%    | 0,1%   |
| 1930  | 11.817    | 1.222     | 32       | 90,4%   | 9,3%    | 0,2%   |
| 1947  | 14.792    | 813       | 7        | 94,7%   | 5,2%    | 0,0%   |

### Niel
Langue exclusivement ou le plus fréquemment parlée.
| Année | NL Nombre | FR Nombre | D Nombre | NL Part | FR Part | D Part |
| ----- | --------- | --------- | -------- | ------- | ------- | ------ |
| 1910  | 8.367     | 3         | 0        | 100,0%  | 0,0%    | 0,0%   |
| 1920  | 8.710     | 3         | 0        | 100,0%  | 0,0%    | 0,0%   |
| 1930  | 9.792     | 24        | 0        | 99,8%   | 0,2%    | 0,0%   |
| 1947  | 10.428    | 34        | 3        | 99,6%   | 0,3%    | 0,0%   |

### Rumst
Langue exclusivement ou le plus fréquemment parlée.
| Année | NL Nombre | FR Nombre | D Nombre | NL Part | FR Part | D Part |
| ----- | --------- | --------- | -------- | ------- | ------- | ------ |
| 1920  | 4.360     | 16        | 0        | 99,6%   | 0,4%    | 0,0%   |
| 1930  | 4.788     | 34        | 0        | 99,3%   | 0,7%    | 0,0%   |
| 1947  | 5.325     | 7         | 1        | 99,8%   | 0,1%    | 0,0%   |

### Schoten
Langue exclusivement ou le plus fréquemment parlée.
| Année | NL Nombre | FR Nombre | D Nombre | NL Part | FR Part | D Part |
| ----- | --------- | --------- | -------- | ------- | ------- | ------ |
| 1910  | 5.215     | 90        | 3        | 98,2%   | 1,7%    | 0,1%   |
| 1920  | 6.235     | 122       | 1        | 98,1%   | 1,9%    | 0,0%   |
| 1930  | 12.091    | 425       | 10       | 96,5%   | 3,4%    | 0,1%   |
| 1947  | 15.814    | 399       | 23       | 97,4%   | 2,5%    | 0,1%   |

### Wijnegem
Langue exclusivement ou le plus fréquemment parlée.
| Année | NL Nombre | FR Nombre | D Nombre | NL Part | FR Part | D Part |
| ----- | --------- | --------- | -------- | ------- | ------- | ------ |
| 1910  | 3.712     | 74        | 11       | 97,8%   | 1,9%    | 0,3%   |
| 1920  | 4.179     | 62        | 0        | 98,5%   | 1,5%    | 0,0%   |
| 1930  | 5.121     | 99        | 12       | 97,9%   | 1,9%    | 0,2%   |
| 1947  | 5.502     | 81        | 1        | 98,5%   | 1,5%    | 0,0%   |

### Wilrijk
Langue exclusivement ou le plus fréquemment parlée.
| Année | NL Nombre | FR Nombre | D Nombre | NL Part | FR Part | D Part |
| ----- | --------- | --------- | -------- | ------- | ------- | ------ |
| 1910  | 7.301     | 72        | 9        | 98,9%   | 1,0%    | 0,1%   |
| 1920  | 8.744     | 401       | 0        | 95,6%   | 4,4%    | 0,0%   |
| 1930  | 18.112    | 1.358     | 34       | 92,9%   | 7,0%    | 0,2%   |
| 1947  | 24.037    | 1.112     | 13       | 95,5%   | 4,4%    | 0,1%   |

### Wommelghem
Langue exclusivement ou le plus fréquemment parlée.
| Année | NL Nombre | FR Nombre | D Nombre | NL Part | FR Part | D Part |
| ----- | --------- | --------- | -------- | ------- | ------- | ------ |
| 1910  | 2.979     | 59        | 0        | 98,1%   | 1,9%    | 0,0%   |
| 1920  | 3.290     | 27        | 0        | 99,2%   | 0,8%    | 0,0%   |
| 1930  | 4.160     | 50        | 0        | 98,8%   | 1,2%    | 0,0%   |
| 1947  | 5.241     | 43        | 1        | 99,2%   | 0,8%    | 0,0%   |

### Wuustwezel
Langue exclusivement ou le plus fréquemment parlée.
| Année | NL Nombre | FR Nombre | D Nombre | NL Part | FR Part | D Part |
| ----- | --------- | --------- | -------- | ------- | ------- | ------ |
| 1910  | 3.616     | 115       | 0        | 96,9%   | 3,1%    | 0,0%   |
| 1920  | 4.297     | 20        | 0        | 99,5%   | 0,5%    | 0,0%   |
| 1930  | 4.709     | 52        | 8        | 98,7%   | 1,1%    | 0,2%   |
| 1947  | 6.161     | 59        | 2        | 99,0%   | 0,9%    | 0,0%   |

### Zwijndrecht
Langue exclusivement ou le plus fréquemment parlée.
| Année | NL Nombre | FR Nombre | D Nombre | NL Part | FR Part | D Part |
| ----- | --------- | --------- | -------- | ------- | ------- | ------ |
| 1910  | 6.799     | 69        | 5        | 98,9%   | 1,0%    | 0,1%   |
| 1920  | 6.942     | 87        | 0        | 98,8%   | 1,2%    | 0,0%   |
| 1930  | 5.882     | 61        | 0        | 99,0%   | 1,0%    | 0,0%   |
| 1947  | 6.708     | 31        | 2        | 99,5%   | 0,5%    | 0,0%   |

### Autres communes de l'arrondissement
Ces autres communes de l’arrondissement (avec moins de 5 000 habitants par commune) représentaient environ 18,2% de la population totale de l’arrondissement au premier recensement de 1846 et environ 11,4% au dernier recensement de 1947.
Langue exclusivement ou le plus fréquemment parlée.
| Année | NL Nombre | FR Nombre | D Nombre | NL Part | FR Part | D Part |
| ----- | --------- | --------- | -------- | ------- | ------- | ------ |
| 1910  | 70.523    | 472       | 95       | 99,2%   | 0,7%    | 0,1%   |
| 1920  | 75.068    | 626       | 9        | 99,2%   | 0,8%    | 0,0%   |
| 1930  | 70.381    | 722       | 62       | 98,9%   | 1,0%    | 0,1%   |
| 1947  | 84.661    | 877       | 34       | 98,9%   | 1,0%    | 0,0%   |

## Arrondissement de Malines
Langue exclusivement ou le plus fréquemment parlée.
| Année | NL Nombre | FR Nombre | D Nombre | NL Part | FR Part | D Part |
| ----- | --------- | --------- | -------- | ------- | ------- | ------ |
| 1910  | 190.213   | 3.296     | 124      | 98,2%   | 1,7%    | 0,1%   |
| 1920  | 193.481   | 4.024     | 22       | 98,0%   | 2,0%    | 0,0%   |
| 1930  | 213.709   | 4.234     | 50       | 98,0%   | 1,9%    | 0,0%   |
| 1947  | 236.083   | 3.306     | 84       | 98,6%   | 1,4%    | 0,0%   |

### Malines
Langue exclusivement ou le plus fréquemment parlée.
| Année | NL Nombre | FR Nombre | D Nombre | NL Part | FR Part | D Part |
| ----- | --------- | --------- | -------- | ------- | ------- | ------ |
| 1910  | 54.499    | 2.336     | 60       | 95,8%   | 4,1%    | 0,1%   |
| 1920  | 52.605    | 3.076     | 15       | 94,5%   | 5,5%    | 0,0%   |
| 1930  | 55.095    | 3.100     | 24       | 94,6%   | 5,3%    | 0,0%   |
| 1947  | 56.031    | 1.989     | 17       | 96,5%   | 3,4%    | 0,0%   |

### Berlaar
Langue exclusivement ou le plus fréquemment parlée.
| Année | NL Nombre | FR Nombre | D Nombre | NL Part | FR Part | D Part |
| ----- | --------- | --------- | -------- | ------- | ------- | ------ |
| 1910  | 5.094     | 0         | 1        | 100,0%  | 0,0%    | 0,0%   |
| 1920  | 5.685     | 4         | 0        | 99,9%   | 0,1%    | 0,0%   |
| 1930  | 6.595     | 7         | 0        | 99,9%   | 0,1%    | 0,0%   |
| 1947  | 7.980     | 15        | 0        | 99,8%   | 0,2%    | 0,0%   |

### Bornem
Langue exclusivement ou le plus fréquemment parlée.
| Année | NL Nombre | FR Nombre | D Nombre | NL Part | FR Part | D Part |
| ----- | --------- | --------- | -------- | ------- | ------- | ------ |
| 1910  | 6.508     | 50        | 0        | 99,2%   | 0,8%    | 0,0%   |
| 1920  | 7.108     | 33        | 0        | 99,5%   | 0,5%    | 0,0%   |
| 1930  | 7.617     | 57        | 6        | 99,2%   | 0,7%    | 0,1%   |
| 1947  | 8.704     | 35        | 0        | 99,6%   | 0,4%    | 0,0%   |

### Duffel
Langue exclusivement ou le plus fréquemment parlée.
| Année | NL Nombre | FR Nombre | D Nombre | NL Part | FR Part | D Part |
| ----- | --------- | --------- | -------- | ------- | ------- | ------ |
| 1910  | 8.137     | 110       | 21       | 98,4%   | 1,3%    | 0,3%   |
| 1920  | 8.502     | 73        | 0        | 99,1%   | 0,9%    | 0,0%   |
| 1930  | 9.599     | 97        | 0        | 99,0%   | 1,0%    | 0,0%   |
| 1947  | 11.353    | 188       | 8        | 98,3%   | 1,6%    | 0,1%   |

### Heist-op-den-Berg
Langue exclusivement ou le plus fréquemment parlée.
| Année | NL Nombre | FR Nombre | D Nombre | NL Part | FR Part | D Part |
| ----- | --------- | --------- | -------- | ------- | ------- | ------ |
| 1910  | 6.949     | 2         | 0        | 100,0%  | 0,0%    | 0,0%   |
| 1920  | 7.482     | 10        | 0        | 99,9%   | 0,1%    | 0,0%   |
| 1930  | 8.854     | 15        | 1        | 99,8%   | 0,2%    | 0,0%   |
| 1947  | 10.345    | 20        | 0        | 99,8%   | 0,2%    | 0,0%   |

### Lierre
Langue exclusivement ou le plus fréquemment parlée.
| Année | NL Nombre | FR Nombre | D Nombre | NL Part | FR Part | D Part |
| ----- | --------- | --------- | -------- | ------- | ------- | ------ |
| 1910  | 24.202    | 370       | 13       | 98,4%   | 1,5%    | 0,1%   |
| 1920  | 23.685    | 463       | 2        | 98,1%   | 1,9%    | 0,0%   |
| 1930  | 26.424    | 317       | 7        | 98,8%   | 1,2%    | 0,0%   |
| 1947  | 27.726    | 217       | 22       | 99,1%   | 0,8%    | 0,1%   |

### Nijlen
Langue exclusivement ou le plus fréquemment parlée.
| Année | NL Nombre | FR Nombre | D Nombre | NL Part | FR Part | D Part |
| ----- | --------- | --------- | -------- | ------- | ------- | ------ |
| 1910  | 2.911     | 0         | 0        | 100,0%  | 0,0%    | 0,0%   |
| 1920  | 3.440     | 0         | 0        | 100,0%  | 0,0%    | 0,0%   |
| 1930  | 4.723     | 3         | 0        | 99,9%   | 0,1%    | 0,0%   |
| 1947  | 6.677     | 21        | 0        | 99,7%   | 0,3%    | 0,0%   |

### Putte
Langue exclusivement ou le plus fréquemment parlée.
| Année | NL Nombre | FR Nombre | D Nombre | NL Part | FR Part | D Part |
| ----- | --------- | --------- | -------- | ------- | ------- | ------ |
| 1910  | 4.765     | 2         | 0        | 100,0%  | 0,0%    | 0,0%   |
| 1920  | 5.044     | 14        | 0        | 99,7%   | 0,3%    | 0,0%   |
| 1930  | 5.461     | 33        | 0        | 99,4%   | 0,6%    | 0,0%   |
| 1947  | 5.928     | 32        | 1        | 99,4%   | 0,5%    | 0,0%   |

### Puers
Langue exclusivement ou le plus fréquemment parlée.
| Année | NL Nombre | FR Nombre | D Nombre | NL Part | FR Part | D Part |
| ----- | --------- | --------- | -------- | ------- | ------- | ------ |
| 1910  | 4.535     | 34        | 0        | 99,3%   | 0,7%    | 0,0%   |
| 1920  | 4.691     | 14        | 0        | 99,7%   | 0,3%    | 0,0%   |
| 1930  | 5.127     | 8         | 1        | 99,8%   | 0,2%    | 0,0%   |
| 1947  | 5.792     | 13        | 0        | 99,8%   | 0,2%    | 0,0%   |

### Wavre-Sainte-Catherine
Langue exclusivement ou le plus fréquemment parlée.
| Année | NL Nombre | FR Nombre | D Nombre | NL Part | FR Part | D Part |
| ----- | --------- | --------- | -------- | ------- | ------- | ------ |
| 1910  | 6.119     | 48        | 0        | 99,2%   | 0,8%    | 0,0%   |
| 1920  | 6.396     | 47        | 0        | 99,3%   | 0,7%    | 0,0%   |
| 1930  | 8.114     | 45        | 6        | 99,4%   | 0,6%    | 0,1%   |
| 1947  | 9.840     | 69        | 6        | 99,2%   | 0,7%    | 0,1%   |

### Willebroeck
Langue exclusivement ou le plus fréquemment parlée.
| Année | NL Nombre | FR Nombre | D Nombre | NL Part | FR Part | D Part |
| ----- | --------- | --------- | -------- | ------- | ------- | ------ |
| 1910  | 11.183    | 78        | 19       | 99,1%   | 0,9%    | 0,0%   |
| 1920  | 11.126    | 117       | 3        | 98,9%   | 1,0%    | 0,0%   |
| 1930  | 12.509    | 302       | 0        | 97,6%   | 2,4%    | 0,0%   |
| 1947  | 13.872    | 259       | 12       | 98,1%   | 1,8%    | 0,1%   |

### Autres communes de l'arrondissement
Ces autres communes de l'arrondissement (avec moins de 5 000 habitants par commune) représentaient environ 34,6 % de la population totale de l'arrondissement au premier recensement de 1846 et environ 30,2 % au dernier recensement de 1947.
Langue exclusivement ou le plus fréquemment parlée.
| Année | NL Nombre | FR Nombre | D Nombre | NL Part | FR Part | D Part |
| ----- | --------- | --------- | -------- | ------- | ------- | ------ |
| 1910  | 55.311    | 266       | 10       | 99,5%   | 0,5%    | 0,0%   |
| 1920  | 57.717    | 173       | 2        | 99,7%   | 0,3%    | 0,0%   |
| 1930  | 63.591    | 250       | 5        | 99,6%   | 0,4%    | 0,0%   |
| 1947  | 71.835    | 448       | 18       | 99,4%   | 0,6%    | 0,0%   |

## Arrondissement de Turnhout
Langue exclusivement ou le plus fréquemment parlée.
| Année | NL Nombre | FR Nombre | D Nombre | NL Part | FR Part | D Part |
| ----- | --------- | --------- | -------- | ------- | ------- | ------ |
| 1910  | 148.684   | 1.114     | 119      | 99,2%   | 0,7%    | 0,0%   |
| 1920  | 161.309   | 964       | 17       | 99,4%   | 0,6%    | 0,0%   |
| 1930  | 186.789   | 1.733     | 41       | 99,1%   | 0,9%    | 0,0%   |
| 1947  | 234.238   | 1.527     | 81       | 99,3%   | 0,6%    | 0,0%   |

### Turnhout
Langue exclusivement ou le plus fréquemment parlée.
| Année | NL Nombre | FR Nombre | D Nombre | NL Part | FR Part | D Part |
| ----- | --------- | --------- | -------- | ------- | ------- | ------ |
| 1910  | 22.307    | 194       | 32       | 99,0%   | 0,9%    | 0,1%   |
| 1920  | 22.889    | 308       | 1        | 98,7%   | 1,3%    | 0,0%   |
| 1930  | 24.957    | 397       | 3        | 98,4%   | 1,6%    | 0,0%   |
| 1947  | 30.395    | 282       | 8        | 99,1%   | 0,9%    | 0,0%   |

### Arendonk
Langue exclusivement ou le plus fréquemment parlée.
| Année | NL Nombre | FR Nombre | D Nombre | NL Part | FR Part | D Part |
| ----- | --------- | --------- | -------- | ------- | ------- | ------ |
| 1910  | 4.755     | 42        | 1        | 99,1%   | 0,9%    | 0,0%   |
| 1920  | 4.765     | 22        | 1        | 99,5%   | 0,5%    | 0,0%   |
| 1930  | 5.368     | 17        | 0        | 99,7%   | 0,3%    | 0,0%   |
| 1947  | 7.488     | 29        | 0        | 99,6%   | 0,4%    | 0,0%   |

### Balen
Langue exclusivement ou le plus fréquemment parlée.
| Année | NL Nombre | FR Nombre | D Nombre | NL Part | FR Part | D Part |
| ----- | --------- | --------- | -------- | ------- | ------- | ------ |
| 1910  | 5.915     | 10        | 1        | 99,8%   | 0,2%    | 0,0%   |
| 1920  | 6.729     | 27        | 0        | 99,6%   | 0,4%    | 0,0%   |
| 1930  | 8.032     | 27        | 0        | 99,7%   | 0,3%    | 0,0%   |
| 1947  | 10.167    | 39        | 3        | 99,6%   | 0,4%    | 0,0%   |

### Beerse
Langue exclusivement ou le plus fréquemment parlée.
| Année | NL Nombre | FR Nombre | D Nombre | NL Part | FR Part | D Part |
| ----- | --------- | --------- | -------- | ------- | ------- | ------ |
| 1910  | 3.185     | 7         | 0        | 99,8%   | 0,2%    | 0,0%   |
| 1920  | 3.791     | 11        | 0        | 99,7%   | 0,3%    | 0,0%   |
| 1930  | 4.673     | 42        | 0        | 99,1%   | 0,9%    | 0,0%   |
| 1947  | 6.188     | 55        | 0        | 99,1%   | 0,9%    | 0,0%   |

### Dessel
Langue exclusivement ou le plus fréquemment parlée.
| Année | NL Nombre | FR Nombre | D Nombre | NL Part | FR Part | D Part |
| ----- | --------- | --------- | -------- | ------- | ------- | ------ |
| 1910  | 2.517     | 4         | 0        | 99,8%   | 0,2%    | 0,0%   |
| 1920  | 2.778     | 1         | 0        | 100,0%  | 0,0%    | 0,0%   |
| 1930  | 3.442     | 10        | 0        | 99,7%   | 0,3%    | 0,0%   |
| 1947  | 4.755     | 11        | 5        | 99,7%   | 0,2%    | 0,1%   |

### Geel
Langue exclusivement ou le plus fréquemment parlée.
| Année | NL Nombre | FR Nombre | D Nombre | NL Part | FR Part | D Part |
| ----- | --------- | --------- | -------- | ------- | ------- | ------ |
| 1910  | 14.392    | 60        | 2        | 99,6%   | 0,4%    | 0,0%   |
| 1920  | 15.655    | 116       | 0        | 99,3%   | 0,7%    | 0,0%   |
| 1930  | 17.502    | 159       | 0        | 99,1%   | 0,9%    | 0,0%   |
| 1947  | 21.090    | 138       | 8        | 99,3%   | 0,6%    | 0,0%   |

### Herentals
Langue exclusivement ou le plus fréquemment parlée.
| Année | NL Nombre | FR Nombre | D Nombre | NL Part | FR Part | D Part |
| ----- | --------- | --------- | -------- | ------- | ------- | ------ |
| 1910  | 8.433     | 42        | 0        | 99,5%   | 0,5%    | 0,0%   |
| 1920  | 9.633     | 49        | 4        | 99,5%   | 0,5%    | 0,0%   |
| 1930  | 11.415    | 83        | 18       | 99,1%   | 0,7%    | 0,2%   |
| 1947  | 13.966    | 57        | 5        | 99,6%   | 0,4%    | 0,0%   |

### Herenthout
Langue exclusivement ou le plus fréquemment parlée.
| Année | NL Nombre | FR Nombre | D Nombre | NL Part | FR Part | D Part |
| ----- | --------- | --------- | -------- | ------- | ------- | ------ |
| 1910  | 3.066     | 1         | 0        | 100,0%  | 0,0%    | 0,0%   |
| 1920  | 3.288     | 9         | 0        | 99,7%   | 0,3%    | 0,0%   |
| 1930  | 3.858     | 1         | 0        | 100,0%  | 0,0%    | 0,0%   |
| 1947  | 4.846     | 24        | 0        | 99,5%   | 0,5%    | 0,0%   |

### Herselt
Langue exclusivement ou le plus fréquemment parlée.
| Année | NL Nombre | FR Nombre | D Nombre | NL Part | FR Part | D Part |
| ----- | --------- | --------- | -------- | ------- | ------- | ------ |
| 1910  | 4.463     | 4         | 0        | 99,9%   | 0,1%    | 0,0%   |
| 1920  | 4.630     | 0         | 0        | 100,0%  | 0,0%    | 0,0%   |
| 1930  | 5.309     | 2         | 0        | 100,0%  | 0,0%    | 0,0%   |
| 1947  | 5.907     | 1         | 0        | 100,0%  | 0,0%    | 0,0%   |

### Meerhout
Langue exclusivement ou le plus fréquemment parlée.
| Année | NL Nombre | FR Nombre | D Nombre | NL Part | FR Part | D Part |
| ----- | --------- | --------- | -------- | ------- | ------- | ------ |
| 1910  | 4.999     | 9         | 0        | 99,8%   | 0,2%    | 0,0%   |
| 1920  | 5.554     | 8         | 0        | 99,9%   | 0,1%    | 0,0%   |
| 1930  | 5.854     | 5         | 0        | 99,9%   | 0,1%    | 0,0%   |
| 1947  | 6.832     | 25        | 0        | 99,6%   | 0,4%    | 0,0%   |

### Mol
Langue exclusivement ou le plus fréquemment parlée.
| Année | NL Nombre | FR Nombre | D Nombre | NL Part | FR Part | D Part |
| ----- | --------- | --------- | -------- | ------- | ------- | ------ |
| 1910  | 9.140     | 134       | 27       | 98,3%   | 1,4%    | 0,3%   |
| 1920  | 10.813    | 85        | 1        | 99,2%   | 0,8%    | 0,0%   |
| 1930  | 13.985    | 669       | 5        | 95,4%   | 4,6%    | 0,0%   |
| 1947  | 17.821    | 377       | 3        | 97,9%   | 2,1%    | 0,0%   |

### Olen
Langue exclusivement ou le plus fréquemment parlée.
| Année | NL Nombre | FR Nombre | D Nombre | NL Part | FR Part | D Part |
| ----- | --------- | --------- | -------- | ------- | ------- | ------ |
| 1910  | 2.452     | 0         | 0        | 100,0%  | 0,0%    | 0,0%   |
| 1920  | 2.851     | 3         | 2        | 99,8%   | 0,1%    | 0,1%   |
| 1930  | 3.983     | 90        | 0        | 97,8%   | 2,2%    | 0,0%   |
| 1947  | 5.185     | 91        | 1        | 98,3%   | 1,7%    | 0,0%   |

### Vieux-Turnhout
Vieux-Turnhout n'est devenue une commune indépendante qu'en 1859 après la scission de Turnhout, donc aucun résultat n'est disponible pour le recensement de 1846.
Langue exclusivement ou le plus fréquemment parlée.
| Année | NL Nombre | FR Nombre | D Nombre | NL Part | FR Part | D Part |
| ----- | --------- | --------- | -------- | ------- | ------- | ------ |
| 1910  | 3.481     | 0,0       | 0,0      | 100,0%  | 0,0%    | 0,0%   |
| 1920  | 3.635     | 3         | 0        | 99,9%   | 0,1%    | 0,0%   |
| 1930  | 4.189     | 6         | 0        | 99,9%   | 0,1%    | 0,0%   |
| 1947  | 5.779     | 26        | 1        | 99,5%   | 0,4%    | 0,0%   |

### Rijkevorsel
Langue exclusivement ou le plus fréquemment parlée.
| Année | NL Nombre | FR Nombre | D Nombre | NL Part | FR Part | D Part |
| ----- | --------- | --------- | -------- | ------- | ------- | ------ |
| 1910  | 3.779     | 3         | 2        | 99,9%   | 0,1%    | 0,1%   |
| 1920  | 4.163     | 5         | 0        | 99,9%   | 0,1%    | 0,0%   |
| 1930  | 4.850     | 0         | 0        | 100,0%  | 0,0%    | 0,0%   |
| 1947  | 5.851     | 2         | 0        | 100,0%  | 0,0%    | 0,0%   |

### Westerlo
Langue exclusivement ou le plus fréquemment parlée.
| Année | NL Nombre | FR Nombre | D Nombre | NL Part | FR Part | D Part |
| ----- | --------- | --------- | -------- | ------- | ------- | ------ |
| 1910  | 3.659     | 11        | 4        | 99,6%   | 0,3%    | 0,1%   |
| 1920  | 3.971     | 16        | 0        | 99,6%   | 0,4%    | 0,0%   |
| 1930  | 4.515     | 17        | 0        | 99,6%   | 0,4%    | 0,0%   |
| 1947  | 5.836     | 22        | 19       | 99,3%   | 0,4%    | 0,2%   |

### Autres communes de l'arrondissement
Ces autres communes de l’arrondissement (avec moins de 5 000 habitants par commune) représentaient environ 39,9 % de la population totale de l’arrondissement au premier recensement de 1846 et environ 35,1 % au dernier recensement de 1947.
Langue exclusivement ou le plus fréquemment parlée.
| Année | NL Nombre | FR Nombre | D Nombre | NL Part | FR Part | D Part |
| ----- | --------- | --------- | -------- | ------- | ------- | ------ |
| 1910  | 52.141    | 593       | 50       | 98,8%   | 1,1%    | 0,1%   |
| 1920  | 56.164    | 301       | 8        | 99,5%   | 0,5%    | 0,0%   |
| 1930  | 64.857    | 208       | 15       | 99,7%   | 0,3%    | 0,0%   |
| 1947  | 82.132    | 348       | 28       | 99,5%   | 0,4%    | 0,0%   |